# 卢修斯·马尔福
魯休斯·馬份（英語：Lucius Malfoy）是英國小說作家J·K·羅琳的奇幻小說系列《哈利·波特》中的虛構角色。魯休斯為一名出身於古老而富有的純血巫師家族——馬份家族，該家族崇尚純血至上的觀念，而作為馬份家族領袖的魯休斯是一名食死徒，他跟水仙·馬份育有獨生子跩哥·馬份。

## 生平
魯休斯·馬份是出身於古老而富有的純血巫師家族，他於佛地魔初次崛起時投誠而成為食死人；及後當佛地魔第一次失敗後，魯休斯向魔法部宣稱自己是被脅迫的，因而避免受到懲罰。後來他跟同樣是來自純血巫師家族—布萊克家族的水仙·馬份結婚，並育有獨生子跩哥·馬份，他們一家人居於威爾特郡的馬份莊園。
魯休斯·馬份在被解僱之前是霍格華茲的校董會成員之一，並且跟魔法部有著非常密切的聯繫。他為了維護自己的良好聲譽和影響力，因此向魔法部、慈善機構和聖蒙果醫院作出捐獻。魯休斯曾於霍格華茲接受教育，並在史萊哲林擔任過級長。
魯休斯·馬份最早於中作為主要反派首次亮相，就在跩哥跟哈利在霍格華茲升讀二年級之前，當金妮·衛斯理正在華麗與污痕書店中購買學習用品的時候，魯休斯趁著眾人不為意之時，把湯姆·瑞斗的日記丟進金妮的大釜中，藉此以暗中陷害亞瑟·衛斯理，並利用她把密室之門重新被打開，導致對麻瓜出身的學生作出攻擊。魯休斯知道該日記被巧妙地施了魔法，但他不知道那是一個包含佛地魔部分靈魂的分靈體。盧休斯原打算利用金妮打開密室的機會來詆毀其父親亞瑟·衛斯理與鄧不利多。魯休斯利用隨之而來的恐怖，包括恐嚇和威脅要詛咒和襲擊校董會11名成員之家人，以詆毀和解僱作為該校校長的鄧不利多，讓鄧不利多被停職。事後，盧休斯的陰謀最終在馬份家的家庭小精靈與哈利的協助下被挫敗。隨後，哈利使計讓盧休斯把多比釋放，讓多比重獲自由。對此，得知真相的魯休斯企圖利用攻擊哈利，但多比在他對哈利造成任何傷害之前解除了他的武裝並當場彈開，憤而轉身離去；多比亦因此契機正式脫離馬份家，成為自由的小精靈。魯休斯最終也被解除校董會成員之職務，儘管被解除職務，但他仍然跟魔法部保持著密切的聯繫。由於他對此事粗心大意的處理，遭到佛地魔親自處分。
魯休斯·馬份接下來於的開始時出現，當時他跟魔法部部長康尼留斯·夫子在魁地奇世界盃期間一起共享頂級包廂中的主要席位。在該輯小說中，當佛地魔再次崛起並召喚他的食死人時，魯休斯·馬份重新加入他的陣營並聲稱自己經已盡其所能地協助其主人，然而佛地魔仍然不為所動。哈利把馬份的的聲明報告給夫子，但後者卻拒絕相信他。因此，富有的馬份繼續跟魔法部保持著密切的聯繫。
在的高潮中，作為食死人領袖的魯休斯，他跟一些食死人被派往從預言大廳那裡取回有關哈利的預言。盧休斯在不破壞它的情況下嘗試了幾種方法企圖從哈利那裡奪得該預言球但不果，結果跟鳳凰會成員在神秘部門裡發生激戰，魯休斯企圖攻擊哈利一行人，卻反被天狼星·布萊克擊敗。哈利的預言球也因此被砸碎。哈利與他的朋友們設法逃離了預言大廳。鄧不利多本人在戰鬥結束時到達，而魯休斯·馬份最終被魔法部逮捕，並且被關進阿茲卡班。
在最後一輯小說中，由於食死人的勢力控制了魔法部，讓馬份一家獲得自由。儘管魯休斯·馬份經已失去了佛地魔的青睞，使佛地魔對他非常蔑視，他的衣著看起來明顯更糟了。佛地魔劫持其房子作為佛地魔與食死人總部，並迫使其兒子跩哥作出違背本性的陰暗行為，這是首次在該系列中引發對這臭名昭著家庭的同情。佛地魔還取用了盧休斯的魔杖，但被哈利意外毀壞了。在該小說的後來，魯休斯跟他的妻子與姨子意外地讓哈利跟他的朋友們逃離了馬份莊園，佛地魔因此把他們嚴懲，最終把他們軟禁起來。
儘管魯休斯·馬份長期以來擔任食死人，以及作為佛地魔純血統至上的擁護者，他認為自己對其家人的愛比他參與大戰更為重要。在霍格華茲大戰期間，他跟其妻子水仙不願再協助佛地魔，他們轉而一心只想救出兒子，他不斷懇求佛地魔讓他到戰場尋找他的兒子，他跟其家人於小說及電影的結尾得以團聚。隨著佛地魔去世後，由於馬份的妻子水仙在禁忌森林中曾經幫助哈利，魯休斯與水仙及跩哥都設法從被送到阿茲卡班的過程中推諉過去。羅琳在結局補述中提及，馬份家族於戰後因幫助解救哈利與幫助魔法部指認食死人殘黨的行為而戴罪立功獲得免罪。
魯休斯·馬份在《死神的聖物》之後的最終命運仍是不詳，但飾演該角色的演員積遜·艾薩斯在接受《Syfy》的採訪時表示，他相信魯休斯在佛地魔倒台後不會再感覺到自己是巫師社會的一員，因為整個社會也避開他。艾薩斯續說，魯休斯將成為他從前自我的軀殼，失去其妻子及兒子對他的尊重，他以金錢來保護自己，並以酒精麻醉自己，把自己喝至早死。

## 電影
在電影版本中，魯休斯·馬份一角由積遜·艾薩斯飾演。在最後一輯電影中，東尼·科本（Tony Coburn）飾演少年魯休斯的場景被刪減了。積遜·艾薩斯於第二輯電影的花絮中透露：「當初為了揣摩角色而特地看第一輯電影來『徹底認識』兒子」，他還說：「我一定要當他父親好好的挫他銳氣才行。」電影製片人大衛·海曼表示：「我們想要的演員得能演出高傲和藐視的態度來，積遜能夠把稍微做作的感覺演出來，還能表現得很真實和很黑暗。」

## 迴響
- 2006年，根據《福布斯雜誌》的報導，魯休斯·馬份於「福布斯虛構人物財富榜」中排名第12位[8][9]。
- 在2011年《帝國雜誌》選出的「前25名哈利波特人物」中，魯休斯·馬份名列第17位[10]。
  - 在《IGN》的「首25名哈利波特人物」中，魯休斯·馬份名列在第15位[11]。
  - 在《BuzzFeed》網站上的「哈利波特壞蛋排行榜」中，魯休斯·馬份位列第9名[12]。
- 2017年，紐西蘭奧克蘭大學研究員湯姆·桑德斯（Tom Saunders）根據《哈利波特》反派魯休斯·馬份的名字，把一種新發現的黃蜂物種命名為「Lusius malfoyi」[13]。